# 민달팽이
민달팽이(영어: slug) 또는 괄태충(括胎蟲)은 복족류에 속하는 생물로, 달팽이 중에 패각이 없는 종류를 통칭한다. 
생김새가 귀여워서 애완동물로도 길러지는 달팽이와 달리 껍데기가 없어서 상대적으로 징그럽게 보이기에 싫어하는 사람도 적지 않으나, 달팽이와 행동양태나 기르는 법이 대동소이해 마이너하기는 해도 애완동물로 기르기도 한다. 농가에서는 달팽이와 함께 채소 등 작물에 피해를 주는 일도 비일비재하기 때문에 퇴치 대상이 된다.

## 특징
몸 길이는 약 4~5cm, 너비는 약 1cm 정도이다. 패각은 퇴화되어 없어졌고, 보통 머리에 가까운 등쪽에 연한 색의 외투막이 그 흔적으로 남아 있다. 개중에는 외투막이 등 전체를 덮는 종들도 있다. 민달팽이는 세계적으로 종의 수가 엄청나게 많으며 색이나 무늬도 다양하다. 크기도 손가락 한 마디보다 작은 경우부터 아이 팔뚝만큼 큰 경우까지 다양하다. 국내에는 몇 종의 민달팽이가 서식하는 것이 확인되었으나 세계에 비하면 그리 많은 종이 서식하지는 않는다. 사진의 두줄민달팽이(주로 Ambigolimax 계열)의 경우 몸의 등 부분에는 2~3줄의 검은색 가로선이 있고, 검은색의 점이 몸 전체에 불규칙하게 나 있으며, 아래 배 부분은 회백색으로 되어 있다.
달팽이와 비슷하게 뿔처럼 생긴 두 쌍의 촉각(더듬이)가 있고 소촉각은 후각기관이고,대촉각은 명암을 판별하는 동공이 있다. 이 촉각은 달팽이와 마찬가지로 늘었다가 줄었다 할 수 있다. 위험을 느꼈을 때는 몸 전체를 둥그렇게 말기도 한다.
건조 한 곳을 지나갈 때 점액을 분비하여 몸이 잘 미끄러지게 하도록 하여 이동한다. 패각이 있는 달팽이와 달리 패각이 없는 민달팽이는 수분이 달팽이에 비해 수분을 간직하기 쉽지 않고, 특히 건조한 날에 수분이 빠지기가 쉽다. 그래서 축축한 곳이나 습기가 많은 날 또는 밤 위주로 활동한다. 낮에는 돌 밑이나 흙 속에 숨어 지내다가 밤이 될 때 활동을 하는 경우가 보통이다.

## 식이
민달팽이는 나무나 풀 위에 올라가 먹을 부분을 치설이라고 부르는 이빨 같은 것을 이용해 입으로 갉아먹는다. 야생에서는 버섯이나 잎 등을 먹고 특히 어린 채소의 연한 부분을 좋아한다.

## 번식
자웅동체라 교미를 하여 번식한다. 교미를 할 때 교미선을 교미공에서 내놓는다. 이 후 투명색의 원형~타원형 모양의 알을 한번에 약 10~40개 정도 낳는다. 보기보다는 겉껍질이 단단한 편이지만, 힘을 주면 당연히 터질 수 있으니 주의. 알은 시간이 지나며 안에서 작은 민달팽이가 생성되는 걸 볼 수 있는데 충분히 커지면 알을 깨고 나온다.

## 분류
- Orthurethra 아목/하목
  - Achatinelloidea 상과 Gulick, 1873
  - Cochlicopoidea 상과 Pilsbry, 1900
  - Partuloidea 상과 Pilsbry, 1900
  - Pupilloidea 상과 Turton, 1831
- Sigmurethra 아목/하목
  - Acavoidea 상과 Pilsbry, 1895
  - Achatinoidea 상과 Swainson, 1840
  - Aillyoidea 상과 Baker, 1960
  - 민달팽이상과 Arionoidea J.E. Gray in Turnton, 1840
  - Athoracophoroidea 상과
    - Athoracophoridae 과

  - Orthalicoidea 상과
    - Bulimulinae 아과

  - Camaenoidea 상과 Pilsbry, 1895
  - Clausilioidea 상과 Mörch, 1864
  - Dyakioidea 상과 Gude & Woodward, 1921
  - Gastrodontoidea 상과 Tryon, 1866
  - Helicoidea 상과 Rafinesque, 1815
  - Helixarionoidea 상과 Bourguignat, 1877
  - 뾰족민달팽이상과 Limacoidea Rafinesque, 1815
  - Oleacinoidea 상과 H. & A. Adams, 1855
  - Orthalicoidea 상과 Albers-Martens, 1860
  - Plectopylidoidea 상과 Moellendorf, 1900
  - Polygyroidea 상과 Pilsbry, 1894
  - Punctoidea 상과 Morse, 1864
  - Rhytidoidea 상과 Pilsbry, 1893
    - Rhytididae 과

  - Sagdidoidera 상과 Pilsbry, 1895
  - Staffordioidea 상과 Thiele, 1931
  - Streptaxoidea 상과 J.E. Gray, 1806
  - Strophocheiloidea 상과 Thiele, 1926
  - Parmacelloidea 상과
  - Zonitoidea 상과 Mörch, 1864
  - Quijotoidea 상과 Jesús Ortea and Juan José Bacallado, 2016
    - Quijotidae 과

## 같이 보기
- 달팽이